# Filosofem
Filosofem е четвърти студиен албум на норвежката блек метъл група Burzum. Той е записан през март 1993 година и е последният запис на Варг преди ареста му за убийството на Евронимус от Мейхем. Издаден е на 1 януари 1996 година от Misanthropy Records. Времетраенето на албума е 1 час, 4 минути и 34 секунди.

## История
Албумът не е издаден преди 1996 година. След издаването има относително голям успех за блек метъл албум за времето си. Той влиза като независима музика в магазините на Великобритания и също така получава много позитивни отзиви в европейските магазини. Началната песен била написана под името BURZUM. Тя е записана предварително през септември 1992 година за албума „Hvis Lyset Tar Oss“, но Викернес бил недоволен и я презаписал шест месеца по-късно. Албумът е записан при много лоши условия. Не е използван китарен усилвател, а Викернес свързва китарата си със стереото на брат си и използва стар фус-педал. Той също пита звуков техник за най-лошия микрофон, който имал докато ползвал и слушалки.
Обложката и брошурата на албума съдържат картина на Теодор Кителсен. Предната част на обложката е наречена „Op under Fjeldet Toner en Lur“,  на английски „Up in The hills a clarion call rings out“, която обрисува жена, свиреща на брезов тромпет.

## Състав
- Варг Викернес (Count Grishnackh) – вокали, всички инструменти

## Песни

### Норвежка версия
| 1.    | Burzum                                                             | 7:05  |
| 2.    | Jesu Død                                                           | 8:39  |
| 3.    | Beholding The Daughters Of The Firmament                           | 7:53  |
| 4.    | Decrepitude I                                                      | 7:53  |
| 5.    | Rundtgåing Av Den Transcendentale Egenbetens Støtte (инструментал) | 25:11 |
| 6.    | Decrepitude II (инструментал)                                      | 7:53  |
| 64:34 |                                                                    |       |

### Германска версия
| 1.    | Dunkelheit                                                            | 7:05  |
| 2.    | Jesus' Tod                                                            | 8:39  |
| 3.    | Erblicket Die Töchter Des Firmaments                                  | 7:53  |
| 4.    | Gebrechlichkeit I                                                     | 7:53  |
| 5.    | Rundgang Um Die Transzendentale Säule Der Singularität (инструментал) | 25:11 |
| 6.    | Gebrechlichkeit II (инструментал)                                     | 7:53  |
| 64:34 |                                                                       |       |